# 루치오 세스티오역
루치오 세스티오 역(이탈리아어: Lucio Sestio)는 로마 지하철 A선의 역 중 하나이다.

## 시설
루치오 세스티오 역에는 다음과 같은 시설이 있다.
- 매표소
- 에스컬레이터
- 역 감시카메라 (CCTV)

## 역 주변
- 투스콜라나 가
- 콘솔리 광장 (Piazza dei Consoli)